# 鄭文山
鄭 文山（チョン・ムンサン、朝鮮語: 정문산、1930年 - ）は、朝鮮民主主義人民共和国の政治家。内閣事務局長、政務院事務局長、最高人民会議代議員などを歴任した。

## 経歴
1930年生まれ。出生地は不明。1986年11月2日に最高人民会議第8期代議員に選出され、同年12月29日に開催された最高人民会議第8期第1回会議で政務院事務局長に任命された。1990年5月24日に開催された最高人民会議第9期第1回会議で政務院事務局長に再任。1992年に金日成勲章を受章。1997年から朝鮮卓球委員会委員長を兼任。
最高人民会議第10期では最高人民会議代議員資格審査委員会委員に選出され、1998年9月5日に開催された最高人民会議第10期第1回会議で内閣事務局長に任命された。2003年9月3日に開催された最高人民会議第11期第1回会議で内閣事務局長に再任されたが、2005年に解任された。以降の消息は不明。